# Musée Asiatica
Pour les articles homonymes, voir Asiatica.
Le musée Asiatica se situe dans la ville de Biarritz (Pyrénées-Atlantiques) depuis 1999. Il regroupe des collections sur différentes régions d'Asie.
Les cultures orientales, particulièrement celles de l'Inde, de la Chine, du Tibet et du Népal, attirent toujours davantage l'attention des Européens. Peu d'entre eux peuvent prendre le temps d'aller visiter ces pays ou les quelques musées qui ont des collections d'art asiatique, comme le musée national des arts asiatiques - Guimet ou les musées de Londres (British Museum et Victoria and Albert Museum), ou ceux d'Amsterdam et de Berlin.
Situé à Biarritz, le musée Asiatica est un des rares musées sur les cultures asiatiques de province en France ; il présente des œuvres d'art et permet de consulter des fiches sur les régions, les époques et les œuvres d'art qui les caractérisent.

## Historique
Le musée Asiatica est une association loi de 1901 qui a ouvert ses portes le 5 mars 1999.  Son directeur, Michel Postel, passionné par l'Inde, s'y est installé à l'âge de 23 ans après des études de commerce à Paris. Fasciné par le pays, son histoire, son iconographie, il va devenir un collectionneur. Les objets qu'il a patiemment rassemblés ont été achetés avant l'Antiquities Act en 1973 qui interdira alors l'achat d'antiquités. Par la suite, les acquisitions se feront à partir d'achat chez les antiquaires, les collectionneurs, les ventes aux enchères.
Sa conservatrice, Xintian Zhu, est une artiste, peintre et photographe. Elle est diplômée d'un doctorat d’État en histoire de l’art et d’archéologie d’Extrême–Orient à l’université Paris Sorbonne-Paris IV à la suite de son travail sur les vyala en art. Depuis 1990, elle est devenue chercheur au Centre de recherches culturelles indiennes, et un des fondateurs du musée Asiatica.

## Collection du musée
La collection du musée est très variée : diversité des pays, des régions, des époques et des domaines artistiques : sculpture, peinture, artisanat, art populaire...
La collection regroupe des objets dédiés au bouddhisme, à l'hindouisme, au jaïnisme, au tantrisme...
Le musée Asiatica propose des expositions temporaires qui changent tous les deux à trois mois et qui touchent à tous les aspects de l'Asie (traditions, mode de vie, art, histoire, évolution...)

### L'Inde

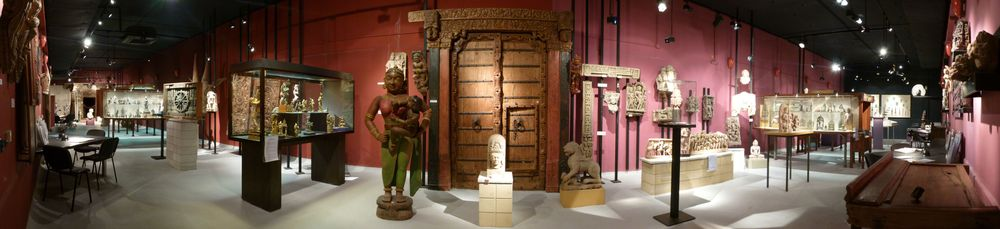
Vue Globale du sous-sol.

La salle du sous-sol est réservée aux œuvres provenant des différentes provinces de l’Inde : vallée du Gange, Gujarat, Orissa, Tamil Nadu. Toutes les provinces de l'Inde sont présentées dans une longue galerie où une atmosphère a été reconstituée pour faire ressentir au visiteur qu'il approche des lieux saints, où les divinités attendent dans la pénombre la visite et les offrandes des pèlerins. Des informations sont données sur les divinités, la mythologie, l'iconographie et leur place dans le temps et les lieux.

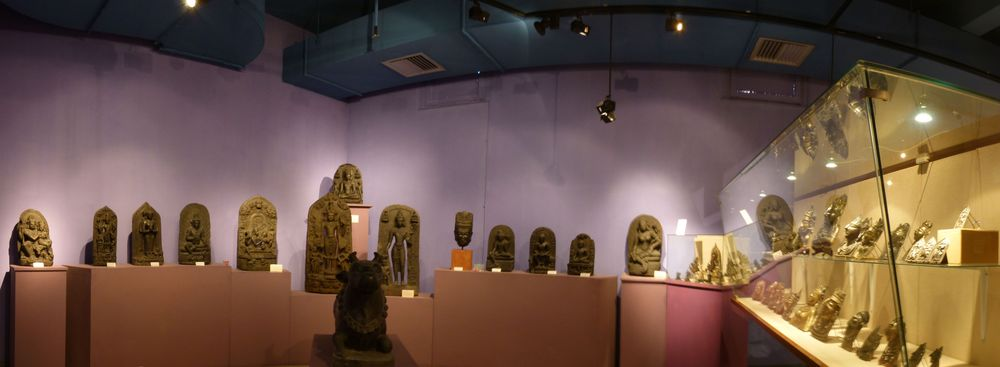
Salle du Bihar.

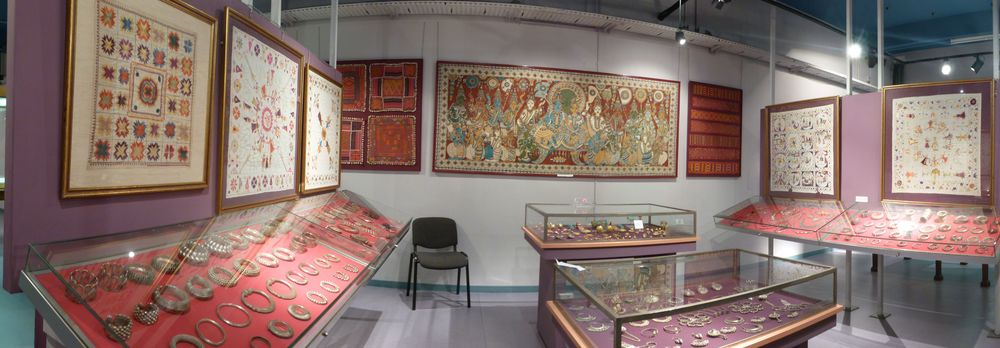
Salle des bijoux.

Les deux salles du rez-de-chaussée présentent des pièces d’autres provinces indiennes (régions himalayennes, Inde orientale), notamment :
- des sculptures très fines en diorite provenant de temples construits entre le IXe et le XIIe siècle. ;
- une riche collection de Mohra, visages de divinités ressemblant à des masques ;
- une salle est consacrée à la peinture, aux textiles, à l'artisanat et aux bijoux, où l'on peut admirer les techniques très particulières des artistes et des artisans indiens.

On peut admirer entre autres : 
- une collection d’armes de l’âge de bronze datant du IIIe et IIe millénaire avant Jésus-Christ ;
- de nombreuses représentations de Bouddha et des bouddhas, différentes selon les époques et les courants de pensée ;
- l’art hindou avec des représentations des dieux Shiva, Vishnou, Ganesha... dans des matériaux très différents tels que le bronze, le cuivre, l’ivoire, le schiste, la diorite, le grès, le bois, la terre cuite ou la pierre ;
- des animaux fantastiques sculptés.

### Le Tibet

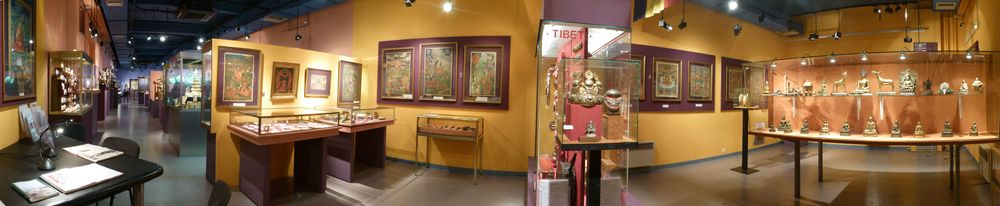
Section du Tibet.

La collection du musée est très complète avec ses thangka illustrant des lamas, des divinités farouches, des mandala ou des gardiens célestes. Les bronzes représentent de grands abbés, des mahasiddha (des sages tantriques) ou des bouddhas paisibles, autour de couvertures de livres, de broderies, de textiles appliqués, ou d'objets rituels du bouddhisme lamaïque.
La collection regroupe : 
- une des plus belles collections de thangka (peintures sur soie) ;
- des sculptures en bronze ;
- des objets rituels.

### La Chine

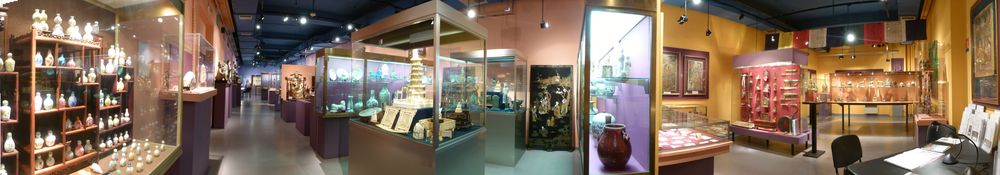
Section de la Chine.

Des jades de toutes les époques, des ivoires, des bronzes et des porcelaines sont exposés. Les jades préhistoriques montrent des animaux stylisés comme le tigre, ou imaginaires comme le dragon ou la chimère. Les jades plus récents possèdent toute la finesse d'exécution des artistes de la période Ming. Les porcelaines témoignent de l'habileté et des techniques millénaires des différentes régions.
Les chefs-d’œuvre de cette section sont :
- des jades du Néolithique destinées aux rites funéraires, tout particulièrement ceux de la culture Liangzhou (région située à l’est de la Chine) ;
- des porcelaines dites de Canton, des blancs de Chine d'époques et de régions variées sont également présentés.

### Le Népal

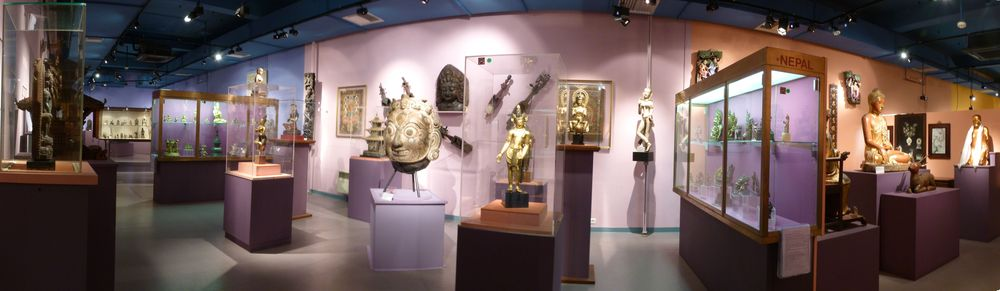
Section du Népal.

L'art de ce petit royaume himalayen est reflété dans de nombreux bronzes dorés et objets rituels. De grandes sculptures sur bois évoquent les temples de Katmandou. Les divinités apportent la compassion des bodhisattvas et la douceur de la Tara.
La section de compose : 
- de grandes sculptures sur bois, vestiges de l’architecture de temples aujourd’hui détruits ;
- de répliques de pagodes ;
- d'instruments de musique.

### Autre
Le musée possède également des objets provenant de Birmanie (un bouddha datant du début du XVIIe siècle entre autres), du Japon (par exemple un kesi (genre de tapisserie chinoise en soie) datant du XVIIe siècle, de l'art folklorique, de l'art tribal, des poupées indonésiennes... D'autres régions sont représentées, mais à plus petite échelle.